# Juan Andrés de Pueyrredón
Juan Andrés de Pueyrredón (Buenos Aires, 26 de junio de 1769 - Mandisoví, 1842)  fue un militar argentino que tuvo participación en la defensa contra las Invasiones Inglesas, en la guerra de independencia de su país y en las guerras civiles argentinas y que ejerció brevemente como gobernador de la  Intendencia de Córdoba del Tucumán.

## Biografía
Hijo de Juan Martín de Pueyrredón Broucherie, y hermano de Juan Martín, José Cipriano, Juan Andrés, Feliciano y Juana María Pueyrredón.
Cursó sus estudios en el Colegio de San Carlos de su ciudad natal e ingresó joven al ejército de línea. En 1806 luchó contra las Invasiones Inglesas, en las que luchó a órdenes de su hermano Juan Martín en el Escuadrón de Húsares, siendo ascendido al grado de capitán.
Tras la Revolución de Mayo se incorporó al Ejército del Norte como oficial de los Granaderos de Terrada; al llegar a San Salvador de Jujuy —donde el teniente de gobernador era su hermano Diego— fue puesto al mando del escuadrón de Húsares. Combatió en la batalla de Suipacha, colaboró con su hermano Juan Martín en la retirada desde el Alto Perú y luego participó en las batallas de Tucumán, Salta, Vilcapugio y Ayohuma. Tras el regreso del Ejército a Tucumán, se retiró del ejército por oponerse a la disciplina que exigía el general Manuel Belgrano.
Se estableció en Córdoba, donde formó su familia y se dedicó al comercio, alejándose por un tiempo de la milicia y de las complicaciones políticas de la ciudad. En enero de 1817, el gobernador Ambrosio Funes fue depuesto por un movimiento militar dirigido por el coronel Juan Pablo Bulnes y apoyado por el Cabildo de Córdoba; fue arrestado y enviado camino a Buenos Aires. El cuerpo capitular llamó a cabildo abierto, pero la asamblea fue controlada por los enemigos de Bulnes, que nombraron gobernador a Juan Andrés de Pueyrredón. Bulnes fue derrotado por los militares leales al gobierno central y el Director Supremo nombró en reemplazo de Funes a Manuel Antonio Castro.
El nuevo gobernador lo nombró comandante de la frontera este de la provincia, y por orden del general Juan Bautista Bustos quedó al mando del fuerte de Cruz Alta, con la misión de detener los ataques del caudillo federal Estanislao López desde Santa Fe; la continua insurrección de líderes federales locales contra el gobierno dejó las fuerzas de Pueyrredón aisladas, sin poder prestar servicio alguno a la lucha contra los federales.
Tras el encumbramiento de Bustos como gobernador de Córdoba, Pueyrredón prestó algunos servicios al gobierno, y en 1821 fue presidente del tribunal que juzgó al oficial Agustín Díaz Colodrero, que fue absuelto de la acusación de sedición. En 1822 pasó a retiro militar, con el grado de coronel. Durante los años siguientes, permaneció alejado de toda actividad política o militar.
Años más tarde se exilió a Montevideo, donde se dedicó al comercio, especialmente al tráfico con la provincia de Entre Ríos. En 1839 estaba en Gualeguaychú, cuando se presentó junto con el capitán John Halstead Coe al general Juan Lavalle, que acababa de invadir Entre Ríos, a ofrecerle la entrega del pueblo y las armas y dinero existentes en el mismo al ejército unitario, a condición de que el ejército ocupara la villa de inmediato. Lavalle consideró imposible la maniobra, y los dos entregadores se retiraron a Montevideo.
En 1842, Pueyrredón estaba de nuevo en Entre Ríos, en momentos en que el ejército federal avanzaba hacia el este de la provincia. Interceptado por una partida federal, o por simples bandoleros, fue muerto en las afueras del pueblo de Mandisoví, actual Federación.